# June Fairchild
June Fairchild, geboren als June Edna Wilson (Manhattan Beach, 3 september 1946 – Los Angeles, 17 februari 2015) was een Amerikaans actrice en danseres.
Zij speelde onder andere mee in Up in Smoke, Thunderbolt and Lightfoot, "Drive, he said", "Top of the Heap", "Pretty Maids All in a Row", "Head" (met The Monkees" en "Sextette" (haar laatste film, ook de laatste film van Mae West.
Vanaf 1978 ging het bergafwaarts met haar; ze raakte verslaafd aan drank en drugs en werd zelfs dakloos.
In 2015 stierf ze aan leverkanker op 68-jarige leeftijd.